# Vicente Archer

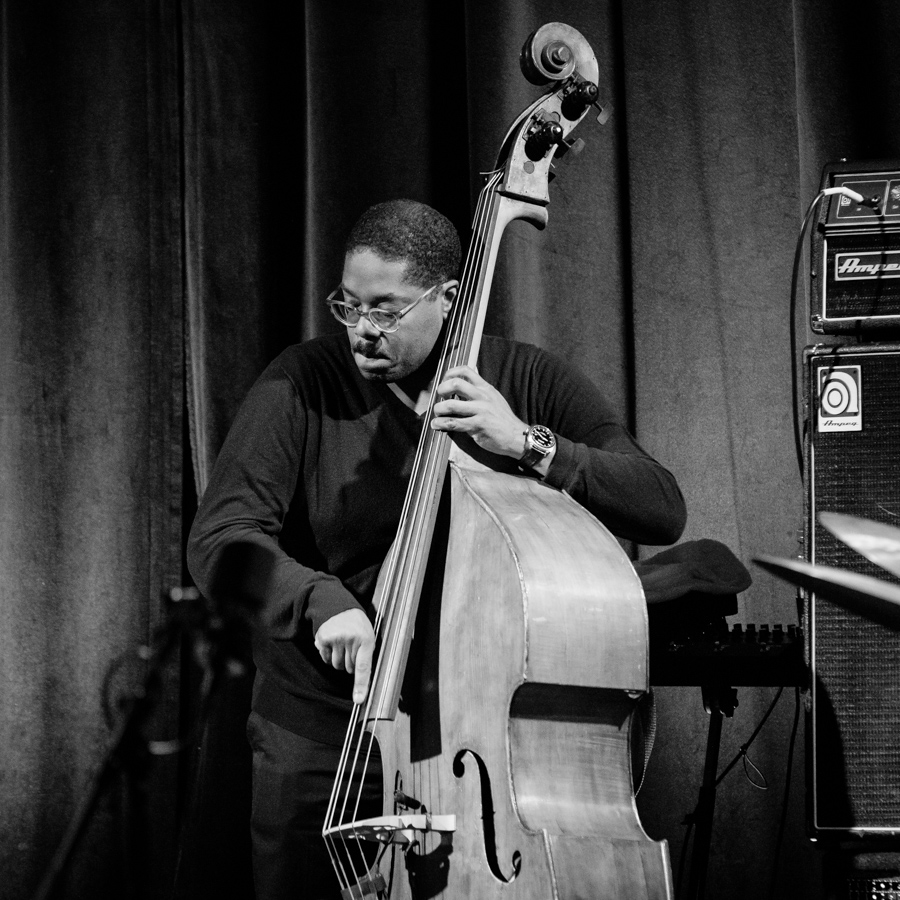
Vicente Archer (2019)
Bild: Tore Sætre

Vicente Archer (* um 1975 in Woodstock (New York)) ist ein US-amerikanischer Jazzmusiker (Kontrabass).

## Leben und Wirken
Archer spielte zunächst mit 16 Jahren autodidaktisch Gitarre und studierte mit 20 Jahren zunächst am New England Conservatory in Boston bei Gene Bertoncini, Jerry Bergonzi und Danilo Perez, bevor er nach einem Jahr zur Northeastern University wechselte und der Kontrabass sein Hauptinstrument wurde. Bald wurde er von Donald Harrison und Eric Reed entdeckt und mit auf Tournee genommen. In den folgenden Jahren spielte er mit Musikern wie Terence Blanchard, Kenny Garrett, Wynton Marsalis/Lincoln Center Jazz Orchestra, Stanley Jordan und Stefon Harris. Mit Donald Harrison entstanden 1998 erste Aufnahmen (Free to Be, Impulse!). 2000 schloss er sein betriebswirtschaftliches Studium in Management Information Systems und Business Management mit Diplom ab und zog nach New York City.
Ab den 2000er-Jahren arbeitete Archer u. a. mit Mary Stallings, Louis Hayes’ Cannonball Legacy Band, Marcus Printup, Jeremy Pelt, Nicholas Payton, Myron Walden, George Colligan, Jaleel Shaw, Walter Smith III, Robert Glasper, Danny Grissett, Chihiro Yamanaka, Matija Dedić, Jorge Sylvester, Marcus Strickland, Jacques Schwarz-Bart und Antonio Figura. Ab den 2010er-Jahren wirkte er auch bei Aufnahmen von Lisa Kirchner, Bruce Barth, Nick Vayenas, Norah Jones, Joanna Pascale, Matthew Stevens, Jeremy Pelt (Griot: This Is Important!) und des Black Art Jazz Collective mit. Im Bereich des Jazz war er zwischen 1998 und 2017 an 47 Aufnahmesessions beteiligt.

## Diskographische Hinweise
- Bruce Barth Trio: Live at Smalls (SmallsLIVE 2011, mit Rudy Royston)
- Matthew Stevens: Woodwork (Whirlwind Recordings 2015, mit Gerald Clayton, Eric Doob, Paulo Stagnaro)
- Black Art Jazz Collective:  Presented by the Side Door Jazz Club (Sunnyside Records 2016, mit Jeremy Pelt, Wayne Escoffery, Xavier Davis, James Burton III und Jonathan Blake)
- John Scofield: Combo 66 (Verve 2018)
- Short Stories (Cellar Music, 2023)
- Peter Bernstein: Better Angels (2024)